# 巴比倫 (紐約州村)
巴比倫（英語：Babylon）是位於美國紐約州薩福克縣的村。

## 人口
根據2020年美國人口普查的數據，巴比倫的面積為7.24平方千米，當中陸地面積為6.24平方千米，而水域面積為0.99平方千米。當地共有人口12188人，而人口密度為每平方千米1,683人。